# 柯克亚乡
柯克亚乡，是中华人民共和国新疆维吾尔自治区喀什地区叶城县下辖的一个乡镇级行政单位。

## 行政区划
柯克亚乡下辖以下地区：
英阿瓦提村、柯克亚村、欧吞苏村、普萨村、阿克美其特村、玉赛斯村、塔尔阿格孜村、果萨斯村、阿其克拜勒都尔村、喀拉尤勒滚村、莫木克村、墩孜拉村、玉斯吕什村、阿曼夏村、依格孜亚村、阿瓦提巴格村和颜布克村。